# Bruno Violi
Bruno Violi (Milán, 1909-Bogotá 16 de noviembre de 1971) fue un arquitecto italiano que desarrolló la mayor parte de su trabajo en Bogotá, la capital de Colombia, en los años 1940 y 1950.

## Biografía profesional
Entre 1928 y 1932 estudió en la Escuela Superior de Arquitectura de Roma, y en 1934 obtuvos su doctorado en el Politécnico de Milán. Viajó a Francia y a Suiza. Allí trabajó en el Palacio de la Sociedad de Naciones, lo mismo que en el proyecto de la Universidad Católica de Friburgo.

### En Colombia
Viajó a Colombia en 1939, cuando se anunciaba la Segunda Guerra Mundial. Entró a la Dirección de Edificios Nacionales del Ministerio de Obras Públicas, donde realizó edificio Manuel Murillo Toro, en la carrera Séptima entre calles Doce y Trece, que se finalizó en 1941.
Otra de sus obras emblemáticas fue el edificio para la Volkswagen en Bogotá en 1955, de estilo moderno, con bóvedas sinusoidales de 5 cm de espesor en ladrillo hueco con luces de 16 metros con cálculo estructural del ingeniero Guillermo González Zuleta.
En 1958, un año después de la caída del gobierno de Gustavo Rojas Pinilla, Violi diseñó el edificio El Tiempo en la avenida Jiménez. En el mismo periodo, trabajó con el arquitecto Leopoldo Rother y con el ingeniero González Zuleta, con quienes reformó la facultad de Ingeniería de la Ciudad Universitaria, donde también enseñó. Dentro de sus alumnos estuvieron Fernando Martínez Sanabria y Guillermo Bermúdez.
También sobre la carrera 7 y en el centro histórico de Bogotá, Violi diseñó el edificio Quintana, en la esquina de la calle 12, donde funcionó la sede del Banco Comercial Antioqueño. También diseñó la Residencia Shaio, en la calle 91 con carrera 9, y junto a Guillermo González Zuleta de la sinagoga de El Chicó.
Su estilo está influenciada por la obra de arquitectos modernos como Alvar Aalto, Giuseppe Terragni, Le Corbusier y en particular de Auguste Perret. También se le ha relacionado con estilo de Baldassarre Peruzzi, arquitecto italiano del siglo XVI.

## Galería

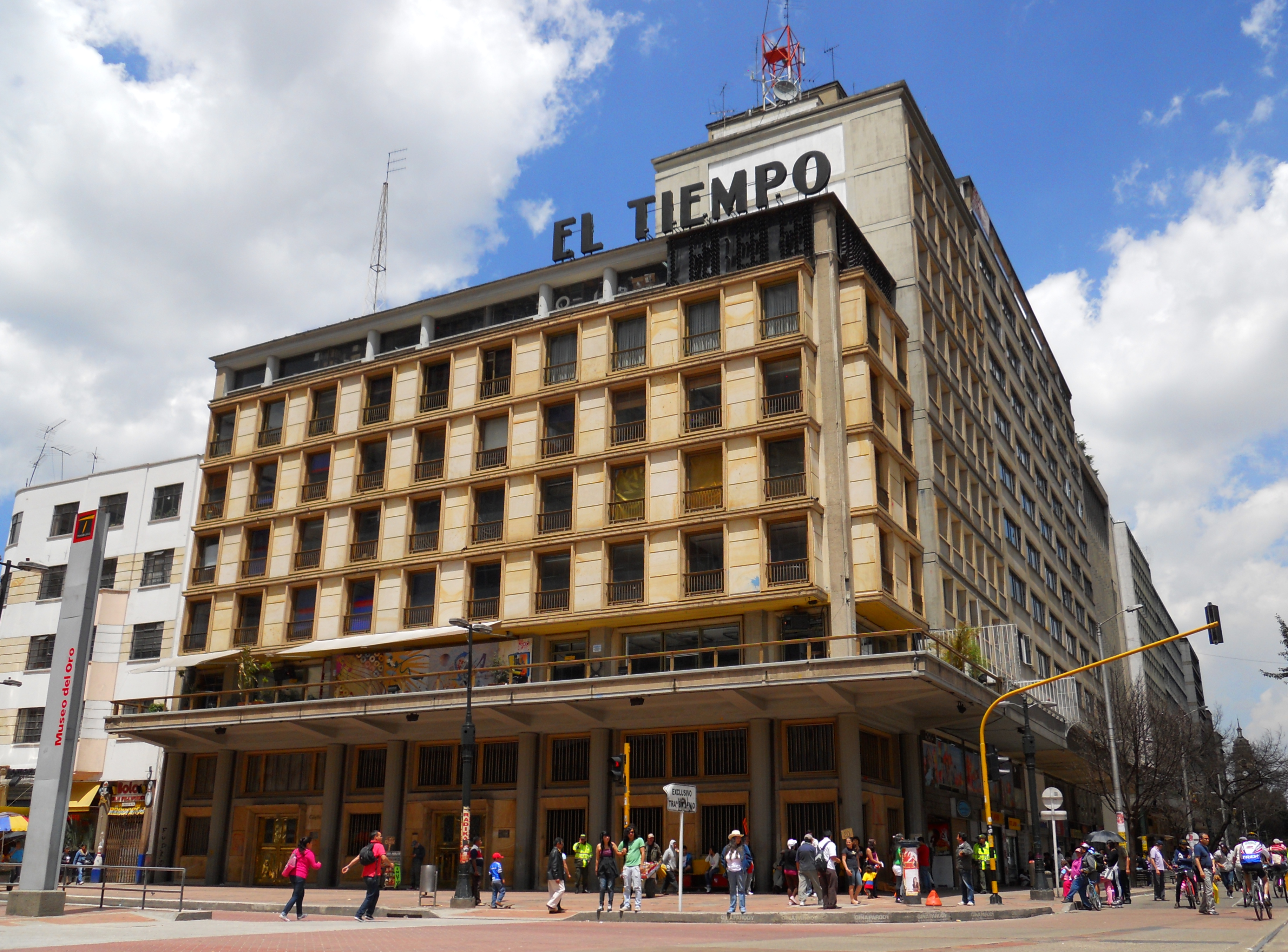
Edificio El Tiempo
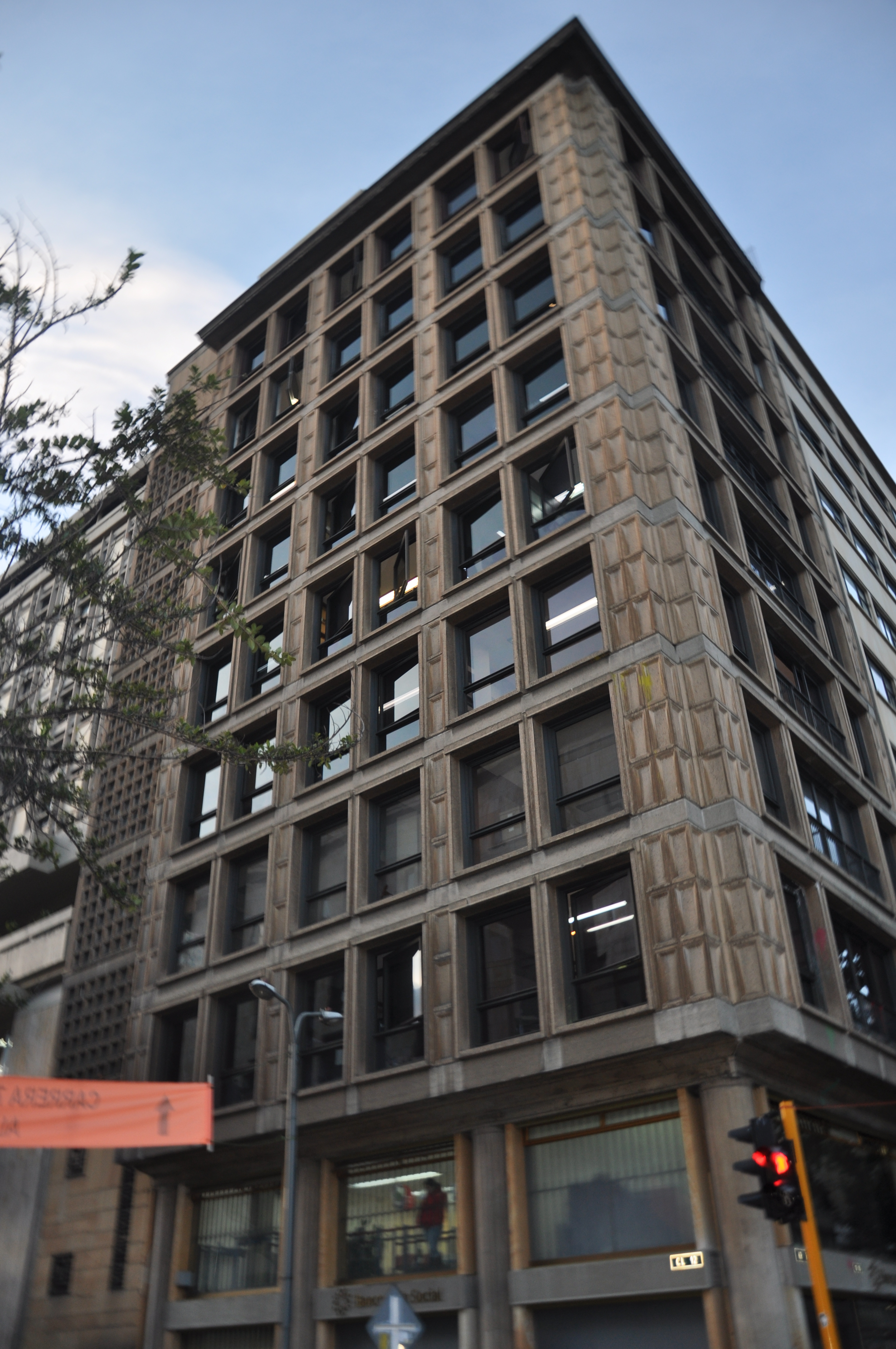
Edificio Quintana
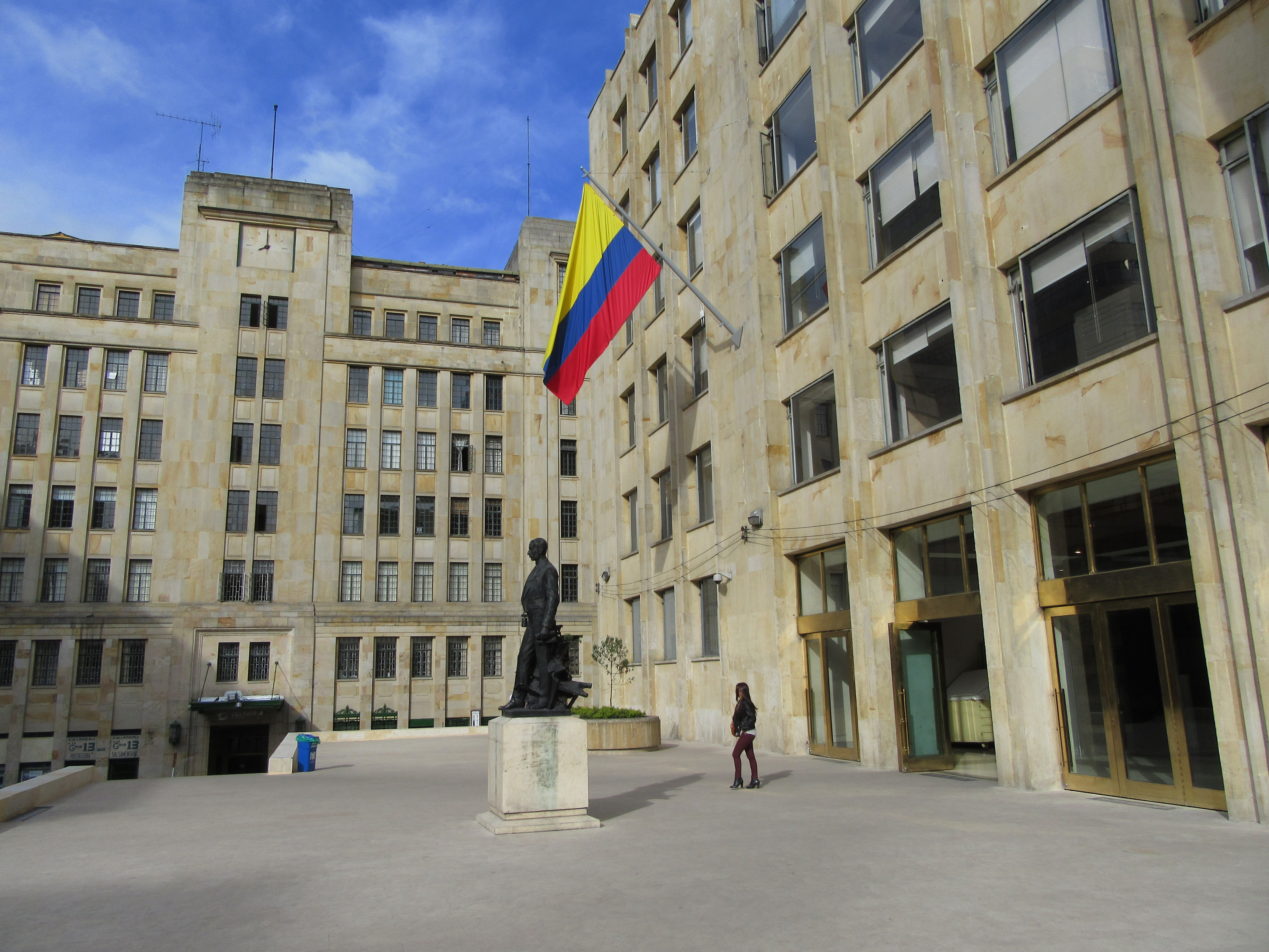
Edificio Manuel Murillo Toro